# Starchild skull
Starchild skull er, med menneskelig målestok, et abnormt kranium, fundet i Mexico.
Fundet har givet anledning til teorier om, at kraniet skulle være resterne efter et rumvæsen. Undersøgelse af kraniets DNA har dog fastslået, at der er tale om et menneske. Det formodes, at der er tale om kraniet af et barn, der har lidt af sygdommen Hydrocephalus ('vand i hovedet').

## Historie
Starchild skull kom i forfatteren Lloyd Pyes varetægt i februar 1999.

Ifølge Pye, blev kraniet fundet omkring 1930 i en mine omkring 100 mil sydøst for den mexikanske by Chihuahua. Kraniet var begravet under et normalt menneskeskelet.

Kraniet er abnormt i flere henseender. En tandlæge vurderede, at der var tale om et barnekranie fra et 4-5 år gammelt barn, da de voksne tænder ikke var brudt frem.

Men, starchild skulls indre rumfang er 1.600 cm3 (=1,6 liter), hvilket er 200 cm3 større end en voksens middelkranierumfang, men dog indenfor den normale variation. Øjenhulerne er runde og halvt så dybe som menneskers, med den optiske nervekanal placeret nedad i stedet for bagud. Der er ingen pandehuler.

Bagsiden af kraniet er fladt. Kraniet består dog af calcium hydroxylapatite, hvilket er pattedyrs normale knoglemateriale.

Dog er knoglematerialets massefylde kun ca. 40% af menneskers.
Kulstof 14-datering blev udført to gange, først ved BOLD,
 Bureau of Legal Dentistry ved University of British Columbia i 1999 og i 2004. De gav begge en alder på omkring 900 ± 40 år.

DNA-testning i 2003 fandt små stumper af mitokondrie-DNA og at barnet med denne test havde en Homo Sapiens-mor. Men det er ikke lykkedes af finde cellekerne-DNA, hvilket gør, at man ikke kan bestemme farens art. Testing ved Royal Holloway Institute

ved University of London i 2004 fandt uforklarlige "fibre" i kraniets knoglemateriale og en rødlig rest i den svampede del af knoglerne (en:cancellous bone).

Kraniefibrene ligner morgellon fiber, som man ikke ved om er en egentlig sygdom, i mennesker der har disse fibre.

Det vides ikke om fibrene har samme dimensioner.
I 2011 blev en ny DNA-test afsluttet. Resultatet af den fundne mitokondrie-DNA er, at der er flere ændringer end jordens menneskebefolkning normalt har. Dog er denne test ikke verificeret. Det formodes at en fuld verifikation vil koste 7 millioner USD.